# Noiseau
Noiseau ist eine französische Gemeinde mit 4.619 Einwohnern (Stand: 1. Januar 2022) im Département Val-de-Marne in der Region Île-de-France; sie gehört zum Arrondissement Créteil und zum Kanton Plateau briard. Die Einwohner werden Noiséens genannt.

## Geographie
Noiseau liegt am Rand des Einzugsgebiets etwa 17 Kilometer südsüdöstlich von Paris. An der nördlichen Gemeindegrenze verläuft das Flüsschen Morbras, das zur Marne entwässert. Umgeben wird Noiseau von den Nachbargemeinden Ormesson-sur-Marne im Norden, la Queue-en-Brie im Osten sowie Sucy-en-Brie im Süden und im Westen.

## Bevölkerungsentwicklung
- 1962: 1096
- 1968: 1175
- 1975: 1809
- 1982: 2667
- 1990: 2831
- 1999: 3971
- 2006: 4324
- 2011: 4679

Ab 1962 nur Einwohner mit Erstwohnsitz.

## Sehenswürdigkeiten

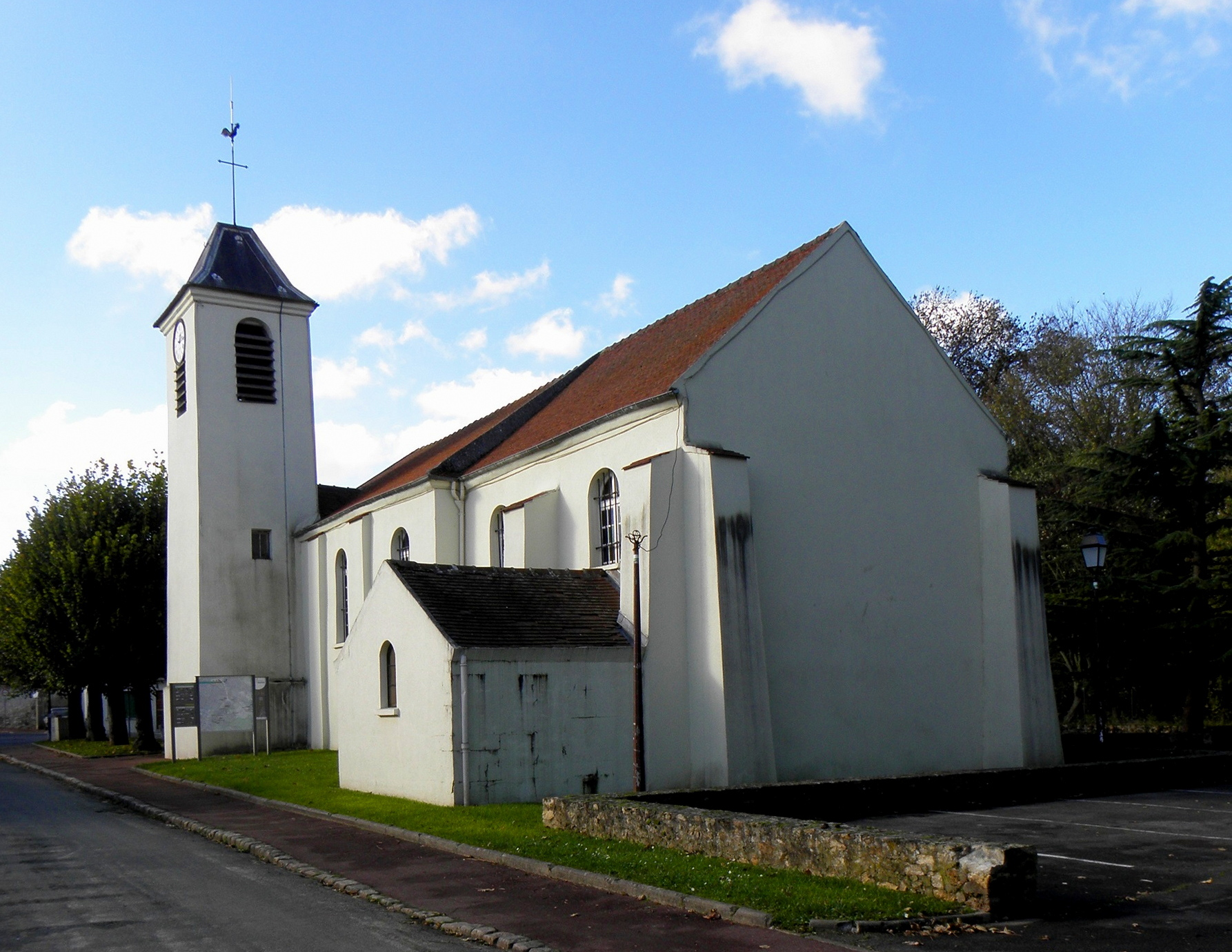
Kirche Saint-Jacques-Saint-Philippe

Siehe auch: Liste der Monuments historiques in Noiseau
- Kirche Saint-Jacques-le-Mineur-et-Saint-Philippe, wieder aufgebaut 1840
- Château von Ormesson liegt teilweise im Gemeindegebiet von Noiseau

## Gemeindepartnerschaften
- Bucine, Region Toskana, Italien